# Retiens-moi
Pour le téléfilm de Jean-Pierre Igoux, voir Retiens-moi (téléfilm).
Albums de L5
L5
(2001) Le Live
(2004)
Singles
1. Aime
Sortie : 15 octobre 2002
2. Retiens-moi
Sortie : 9 décembre 2002
3. Maniac
Sortie : 21 avril 2003
4. Reste encore
Sortie : 29 octobre 2003

Retiens-moi est le deuxième album du groupe L5, sorti le 30 septembre 2002 en France. Il s'est classé directement à la première place du classement des albums en France.

## Liste des titres
| No  | Titre                                                  | Auteur                                                     | Durée |
| --- | ------------------------------------------------------ | ---------------------------------------------------------- | ----- |
| 1.  | Aime (Titre original : This Is Who I Am)               | Paul Rein, Johan Åberg                                     | 3:14  |
| 2.  | La Jungle (Titre original : Why, Why?)                 | Paul Rein, Andy Marvel, Per Nylén                          | 3:15  |
| 3.  | Retiens-moi (Titre original : Once Again,)             | Henrik Andersson, Martin Ankelius, Fredrik Ödesjö          | 3:35  |
| 4.  | Toujours là (Titre original : Look At You, Look At Me) | Nate Butler, Thomas Gustafsson, Hugo Lira                  | 3:12  |
| 5.  | Laisse tourner le monde (Titre original : Girlfriend)  | Peter Ibsen, Stella Katsoudas, Graham Kearns, Melissa Popo | 4:16  |
| 6.  | Maniac                                                 | Dennis Matkosky, Michael Sembello                          | 4:05  |
| 7.  | Le Yin et le Yang                                      | Thierry Samoy, Régis Ducatillon, Jérémy Olivier            | 4:27  |
| 8.  | Reste encore (Titre original : Make A Change,)         | Peter Ibsen, Christina Rumbley, Sasha Skarbek              | 3:43  |
| 9.  | L'Indifférence                                         | Thierry Samoy, Jérémy Olivier                              | 2:42  |
| 10. | Contrôle                                               | Julien Cisinski, Maxim Nucci                               | 3:16  |
| 11. | J'aimerais seulement                                   | Julien Cisinski, Maxim Nucci                               | 3:36  |
| 12. | Étrangère (Titre original : Better Or Worse)           | Anoo Bhagavan, Harry Sommerdahl, Jonas von der Burg        | 3:16  |

## L5: Deuxième Acte
Afin de promouvoir leur second album, le groupe L5 reparte en tournée à travers la France, la Belgique et la Suisse en 2003.
| Date             | Ville                | Lieu                 |
| ---------------- | -------------------- | -------------------- |
| 4 octobre 2003   | Hyères               | Casino de Hyères     |
| 11 octobre 2003  | Le Havre             | Dock Oceane          |
| 15 octobre 2003  | Paris                | Olympia              |
| 17 octobre 2003  | Niort                | Parc des expositions |
| 22 novembre 2003 | Mont-de-Marsan       | Espace F. Mitterrand |
| 23 novembre 2003 | Talence              | La Médoquine         |
| 28 novembre 2003 | Rouen                | Zénith               |
| 29 novembre 2003 | Orléans              | Zénith               |
| 2 décembre 2003  | Nancy                | Zénith               |
| 3 décembre 2003  | Bruxelles (Belgique) | Cirque Royal         |
| 6 décembre 2003  | Genève (Suisse)      | Genève Arena         |
| 7 décembre 2003  | Strasbourg           | Salle Erasme         |
| 9 décembre 2003  | Dunkerque            | Kursaal              |
| 11 décembre 2003 | Rennes               | Le Liberté           |
| 12 décembre 2003 | Paris                | Zenith               |
| 13 décembre 2003 | Angers               | Amphitea 4000        |
| 14 décembre 2003 | Tours                | Grand Hall           |
| 16 décembre 2003 | Grenoble             | Summum               |
| 17 décembre 2003 | Lyon                 | Halle Tony Garnier   |
| 18 décembre 2003 | Nice                 | Palais Nikaia        |
| 19 décembre 2003 | Marseille            | Le Dôme              |
| 20 décembre 2003 | Toulouse             | Zenith               |
| 21 décembre 2003 | Montpellier          | Zenith               |

## Crédits
- Sylver Boll - coiffure
- Antoine "Chab" Chabert - mastering
- Richard Cross - coaching vocal
- Brice Davoli - arrangeur vocal, chœurs, coaching vocal
- Djoum - ingénieur son, mixage
- Pat Dorcéan - batterie
- Vesna Estord - maquillage
- Fred Fraikin - guitare solo, ingénieur son
- Brunofrontino.com - photographie
- L5 - chanteuses, chœurs
- Chloé Labbé - styliste
- Jérémy Olivier - scratches
- Reyn Ouwehand - claviers, guitare rythmique
- Myriam Ribeiro - maquillage
- Amélie Thomas - styliste
- Laurent Vernerey - basse

- Aime publié par Air Chrysalis Scandinavia, Eclectic et Madhouse (administrés par BMG Music Publishing)
- La Jungle publié par Air Chrysalis Scandinavia, Universal Music Publishing, Universal Music Publishing AB et World Of Andy Music (ASCAP)
- Retiens-moi publié par Murlyn Songs AB et Universal Music Publishing Ltd.
- Toujours là publié par Even More Songs (administré par Warner-Tamerlane Publishing) et Faith Force Music (administré par Zomba Enterprises, Inc.)
- Laisse tourner le monde publié par Global Entertainment, Katharsis Songs et Warner/Chappell Music Ltd.
- Maniac publié par Famous Music, Intersong et WB Music Corp
- Le Yin et le Yang et L'Indifférence publiés par Universal Music Publishing France
- Reste encore publié par Bucks Music Group Ltd., Destined Songs et Warner/Chappell Music Ltd.
- Contrôle et J'aimerais seulement publiés par Maxou Music et Universal Music Publishing France
- Étrangère publié par EMI Music Publishing (Sweden) AB et Universal Music Publishing AB

- Mixé à ICP Studios
- Masterisé à Translab, Paris

## Classement et certifications
| Pays                         | Meilleure position | Certifications | Ventes certifiées |
| ---------------------------- | ------------------ | -------------- | ----------------- |
| France (SNEP)                | 1                  | Platine        | 300 000           |
| Suisse (Schweizer Hitparade) | 14                 |                |                   |